# Gaius Iulius Iulianus (Präfekt)
Gaius Iulius Iulianus war ein im 2. oder 3. Jahrhundert n. Chr. lebender Angehöriger des römischen Ritterstandes (Eques).
Durch eine Inschrift, die beim Kastell Inlăceni gefunden wurde und die auf 101/250 datiert wird, ist belegt, dass Iulianus Präfekt der Cohors IIII Hispanorum war. Er stammte aus Rom (domo Roma).